# 戴德里克·劳森
戴德里克·劳森（英語：Dedric Lawson，1997年10月1日—）為美國男子籃球運動員，現效力於中国男子篮球职业联赛新疆广汇。
劳森畢業於堪萨斯大学，2019年投入NBA選秀但落選，2019-20賽季效力於NBA G聯盟奥斯汀马刺，2020年7月加盟韓國籃球聯賽高陽獵戶座。劳森代表高陽獵戶座出賽54場，場均上場22分35秒，可貢獻16.3分、7.9籃板、2助攻、1.2抄截、1.2阻攻。2021年6月劳森與土耳其球隊贝西克塔什簽約。2022-23賽季劳森重返韓國效力高陽胡蘿蔔跳蛙。2023年6月原州DB新世代引進劳森。2024年9月中国男子篮球职业联赛新疆广汇與劳森簽約。

## 外部連結
- 戴德里克·劳森在fiba.basketball（英语）
- 戴德里克·劳森在土耳其籃球超級聯賽（英语）
- 戴德里克·劳森在中国男子篮球职业联赛
- 戴德里克·劳森在韓國籃球聯賽（英语）
- 戴德里克·劳森在Basketball-Reference.com（NBA）（英语）
- 戴德里克·劳森在Basketball-Reference.com（NBA G聯盟）（英语）
- 戴德里克·劳森在Basketball-Reference.com（國際）（英语）
- 戴德里克·劳森在Sports-Reference.com（NCAA）（英语）
- 戴德里克·劳森在ESPN（NBA）（英语）
- 戴德里克·劳森在Eurobasket.com（球員）（英语）
- 戴德里克·劳森在Proballers（英语）
- 戴德里克·劳森在RealGM（英语）
- 戴德里克·劳森在中国篮球数据库
- 戴德里克·劳森在Flashscore（英语）